# Aéroport de Shin-Chitose
Pour les articles homonymes, voir CTS.
L'aéroport de Shin-Chitose (新千歳空港, Shin-Chitose kūkō) (code IATA : CTS • code OACI : RJCC) est situé à 5 kilomètres au sud-sud-est de la ville de Chitose, près de Sapporo, sous-préfecture d'Ishikari, dans la préfecture d'Hokkaido, au Japon.
C'est le premier aéroport japonais à ouvrir 24 heures sur 24 et c'est également le plus vaste du Japon pour sa surface occupée. Il monopolise depuis 1988, le trafic commercial de la base aérienne de Chitose qui est voisine et y était présente depuis 1963.
En 2015, 20 millions de passagers ont transité par cet aéroport, ce qui en fait le cinquième aéroport japonais pour le nombre de passagers. La liaison Tokyo Haneda-New Chitose est la route japonaise la plus fréquentée avec 8,8 millions de passagers en 2010.

## Situation

### Carte des 50 principaux aéroports du Japon
| Akita Amami Aomori Asahikawa Chūbu Fukuoka Fukushima Hakodate Hanamaki Hiroshima Ibaraki Ishigaki Izumo Kagoshima Kansai Kitakyushu Kobe Kōchi Komatsu Kumamoto Kumejima Kushiro Iwakuni Matsuyama Memanbetsu Miho-Yonago Misawa Miyako Miyazaki Nagasaki Nagoya Naha Tokyo · Narita Niigata Ōita Okayama Osaka Saga Sendai Shin-Chitose Shizuoka Shonai Takamatsu Tokachi-Obihiro Tokushima Tokyo · Haneda Tottori Toyama Tsushima Yamaguchi Ube |

## Compagnies aériennes et destinations
| Compagnies                                    | Destinations |
| --------------------------------------------- | --- |
| Aeroflot exploité par Aurora                  | Ioujno-Sakhalinsk |
| AirAsia X                                     | Kuala Lumpur |
| Air China                                     | Pékin-Capitale |
| Air Do                                        | Kobe, Nagoya-Chūbu, Sendai, Tokyo-Haneda |
| Air Mauritius                                 | Maurice-Sir Seewoosagur Ramgoolam |
| Air Seoul                                     | Séoul-Incheon |
| All Nippon Airways                            | Akita, Aomori, Fukuoka, Hiroshima, Kobe, Nagoya-Chūbu, Niigata, Okayama, Osaka, Osaka-Kansai, Sendai, Shizuoka, Tokyo-Haneda, Tokyo-Narita En saison : Fukushima, Komatsu, Okinawa-Naha, Rishiri, Toyama (en), Wakkanai (Hokkaido) (en) |
| All Nippon Airways exploité par ANA Wings     | Hakodate, Kushiro (en), Memanbetsu (en), Nakashibetsu (en), Wakkanai (Hokkaido) (en) |
| All Nippon Airways exploité par Ibex Airlines | Matsuyama, Sendai" |
| Asiana Airlines                               | Séoul-Incheon |
| Cathay Pacific                                | Hong Kong |
| China Airlines                                | Kaohsiung, Taïwan-Taoyuan |
| China Eastern Airlines                        | Nankin, Shanghai-Pudong |
| China Southern Airlines                       | Dalian-Zhoushuizi |
| Condor                                        | Francfort |
| Eastar Jet                                    | Pusan-Gimhae,, Séoul-Incheon |
| Edelweiss Air                                 | Zurich |
| EuroAtlantic Airways                          | Lisbonne-H. Delgado |
| EVA Air                                       | Taïwan-Taoyuan |
| Finnair                                       | Helsinki-Vantaa, |
| Fuji Dream Airlines                           | Matsumoto, Yamagata (en) |
| Hainan Airlines                               | Hangzhou-Xiaoshan |
| Hawaiian Airlines                             | Honolulu |
| Hong Kong Airlines                            | Hong Kong |
| Japan Airlines                                | Fukuoka, Hiroshima, Nagoya-Chūbu, Osaka, Osaka-Kansai, Sendai, Tokyo-Haneda, Tokyo-Narita |
| Japan Airlines exploité par J-Air             | Akita, Aomori, Morioka/Hanamaki (en), Memanbetsu (en), Niigata, Sendai En saison : Izumo (en), Tokushima |
| Jeju Air                                      | Pusan-Gimhae, Séoul-Incheon |
| Jetstar Japan                                 | Nagoya-Chūbu, Osaka-Kansai, Tokyo-Narita |
| Jin Air                                       | Séoul-Incheon |
| Juneyao Airlines                              | Nankin, Shanghai-Pudong |
| Korean Air                                    | Séoul-Incheon |
| Malindo Air                                   | En saison : Kuala Lumpur, Taïwan-Taoyuan |
| NokScoot                                      | Bangkok-Don Muang |
| Okay Airways                                  | Tianjin Binhai |
| Peach                                         | Fukuoka, Osaka-Kansai, Sendai, Taïwan-Taoyuan, Tokyo-Narita |
| Philippine Airlines                           | Manille-N. Aquino |
| Qantas                                        | En saison : Sydney-K. Smith |
| Scoot                                         | Singapour-Changi, Taïwan-Taoyuan |
| Shandong Airlines                             | Qingdao-Jiaodong |
| Shenzhen Airlines                             | Wuxi/Suzhou |
| Singapore Airlines                            | En saison : Singapour-Changi |
| Skymark Airlines                              | Fukuoka, Ibaraki, Kobe, Nagoya-Chūbu, Tokyo-Haneda |
| Spring Airlines                               | Shanghai-Pudong |
| Spring Airlines Japan                         | Tokyo-Narita |
| Tailwind Airlines                             | Istanbul |
| Thai AirAsia X                                | Bangkok-Don Muang |
| Thai Airways                                  | Bangkok-Suvarnabhumi |
| Tianjin Airlines                              | Tianjin Binhai |
| T'way Airlines                                | Daegu, Séoul-Incheon |
| Ural Airlines                                 | Vladivostok |
| XiamenAir                                     | Fuzhou-Chánglè |

Édité le 04/03/2021

## Accès
La ligne Chitose de la compagnie JR Hokkaido dessert l'aéroport à la gare de l'aéroport de Shin-Chitose.

## Statistiques
Pour des raisons techniques, il est temporairement impossible d'afficher le graphique qui aurait dû être présenté ici.

Voir la requête brute et les sources sur Wikidata.

### Zoom sur l'impact du covid de 2019-2020
Pour des raisons techniques, il est temporairement impossible d'afficher le graphique qui aurait dû être présenté ici.

Voir la requête brute et les sources sur Wikidata.

## Référence
- (en) Cet article est partiellement ou en totalité issu de l’article de Wikipédia en anglais intitulé « New Chitose Airport » (voir la liste des auteurs).

1. ↑  « AirAsia X 3Q19 Sapporo service changes », sur Routesonline (consulté le 18 août 2019)
2. ↑  (ko) « 에어서울, 11월26일 삿포로 신규 취항 »,‎ 11 octobre 2018
3. ↑  « China Southern reprend le Dalian - Sapporo service from avril 2019 », routesonline (consulté le 26 février 2019)
4. ↑  « EastarJet suspends Busan - Japan service in Sep/Oct 2019 », sur Routesonline (consulté le 18 août 2019)
5. ↑  « EastarJet adds Busan - Sapporo from mai 2018 », sur Routesonline.com (consulté le 13 août 2018)
6. ↑  https://www.routesonline.com/news/38/airlineroute/287679/eastarjet-resumes-3-japan-routes-in-dec-2019/
7. ↑  Finnair opens new routes to Sapporo and Punta Cana for winter 2019/2020 news.cision 14 Jan 2019. Retrienved 14 Jan 2019.
8. ↑  « Finnair adds capacity in Japan - Sapporo as a year-round destination », sur finnair.com, 7 octobre 2019 (consulté le 19 novembre 2019)
9. ↑  « Jeju Air adds Busan - Sapporo service from mai 2019 », sur Routesonline (consulté le 18 août 2019)
10. ↑  « Juneyao plans Nanjing - Sapporo service in 1Q18 », sur Routesonline.com (consulté le 13 août 2018)
11. ↑  https://www.routesonline.com/news/38/airlineroute/287810/malindo-air-resumes-sapporo-service-in-1q20/
12. ↑  « NokScoot adds Sapporo service from late-Oct 2019 », routesonline (consulté le 29 août 2019)
13. ↑  https://www.routesonline.com/news/38/airlineroute/287118/okay-airways-schedules-new-routes-to-japan-in-november-2019/
14. 1 2  « Peach expands Sapporo operation from Sep 2017 », sur Routesonline.com (consulté le 13 août 2018)
15. ↑  « Peach launches Sendai base in Sep 2017 », sur Routesonline.com (consulté le 13 août 2018)
16. ↑  « PAL moves Manila-Sapporo route launch anew », sur www.pna.gov.ph (consulté le 18 août 2019)
17. ↑  « QANTAS TO LAUNCH En saison  FLIGHTS TO SAPPORO », 18 avril 2019 (consulté le 18 avril 2019)
18. ↑  Jim Liu, « Shandong Airlines adds Qingdao - Sapporo service from late-Nov 2019 », sur Routesonline (consulté le 30 septembre 2019)
19. ↑  Jim Liu, « Shenzhen Airlines adds Wuxi - Sapporo service from Nov 2019 », sur Routesonline (consulté le 8 octobre 2019)
20. ↑  « T'Way Air adds Daegu - Sapporo service from late-March 2019 », routesonline (consulté le 6 février 2019)
21. ↑  « Ural Airlines schedules Sapporo launch in Dec 2018 », sur Routesonline (consulté le 18 août 2019)
22. ↑  « Xiamen Airlines plans Fuzhou - Sapporo service from mid-Jan 2020 », routesonline (consulté le 15 novembre 2019)